# Milena Flores
Milena Flores (Snohomish, 10 ottobre 1977) è un'ex cestista e allenatrice di pallacanestro statunitense, professionista nella WNBA.

## Carriera
È stata selezionata dalle Miami Sol al terzo giro del Draft WNBA 2000 (40ª scelta assoluta).